# Keban Agung (Mulak Ulu)
Keban Agung is een bestuurslaag in het regentschap Lahat van de provincie Zuid-Sumatra, Indonesië. Keban Agung telt 1008 inwoners (volkstelling 2010).